# Pierre Peters
Pierre Peters (* 12. Juli 1953 in Esch-sur-Alzette) ist ein ehemaliger luxemburgischer Politiker, Aktivist, Autor und Volkswirt.

## Politik
Als Mitgründer und Führer der National-Bewegong, einer rechtsextremistischen und nationalistischen Partei, trat er am 12. Juni 1994 bei den Parlamentswahlen unter dem Slogan „Mir wëlle bleiwen wat mir sinn“ (dt. „Wir wollen bleiben was wir sind“) an und erzielte weniger als 3 % aller gültigen Stimmen. Aufgrund dessen erfolgte im Dezember 1995 die Auflösung der Bewegung. Nach dieser Wahlniederlage zog sich Pierre Peters aus der Politik zurück und war seitdem Mitglied des Frëndeskrees Fräi Stëmm vu Lëtzeburg.
Durch seine Internetseite versucht er, mit fremdenfeindlichen, nationalistischen und ökologischen Texten einen neuen radikalen politischen Kurs einzuschlagen.
Er war als Ehrengast und Redner am 6. März 2009 auf einer Monatsversammlung der NPD Trier anwesend und versuchte in seiner Rede „Luxemburg in Gefahr?“ auf die, seiner Meinung nach, von Ausländern zerstörte Natur und Kultur aufmerksam zu machen. Er beteiligte sich ebenfalls mehrmals an Demonstrationszügen der NPD. Durch seine engen Kontakte nach Deutschland freundete er sich mit NPD-Kandidat Safet Babic an.
Im Januar 2011 wurden zwei Wohnsitze Peters’ von der Polizei durchsucht, da er Flugblätter mit Titel „Etrangers, dehors! ...Ech halen et nëtt méi aus! Auslänner eraus“ verteilen ließ. Das Justizministerium wertete dies als „Aufruf zum Fremdenhass“. Es erfolgte aber weder eine Verhaftung, noch eine Anklage. Im Zuge der Ermittlungen wurde die Homepage von Peters vom Netz genommen und ist seit dem nicht mehr erreichbar.
Im Sommer 2012 verteilte Peters, hauptsächlich unter Landwirten, Handzettel und Flugblätter, auf denen er Hilfe bei Steuererklärungen anbot, die aber auch mit ausländerfeindlichen Parolen versehen waren. Wegen letzteren verurteilte ihn ein Gericht im Juni 2013 in zweiter Instanz zu 160 Stunden gemeinnütziger Arbeit.

## Publikationen
Pierre Peters betätigt sich ebenfalls als Autor und stellt sich in seinen Büchern immer wieder als Revolutionär dar.
- „Le Grand-Duché de Luxembourg VENDU“ (dt. „Das Großherzogtum Luxemburg VERKAUFT“), (lux. „D'Groussherzogtum Lëtzebuerg VERKAF“)
- „Bann Ueschdrëf“ (dt. „Bann Arsdorf“), (fr. „Relève Arsdorf“)